# Езер Вейцман
Езер Вейцман (15 червня 1924, Тель-Авів, Підмандатна Палестина — 24 квітня 2005, Кесарія, Ізраїль) — ізраїльський військовий та державний діяч, президент Ізраїлю (1993—2000).

## Біографія
Народився в Палестині. Учасник Другої світової війни (служив у Британській армії). Учасник Війни за незалежність, льотчик. У 1958—1966 роках був командувачем ВПС Ізраїлю.
У 1969 році зайнявся політикою. Голова правої партії «Херут». У 1977—1980 роках був міністром оборони в уряді Менахема Беґіна. Поступово переходив на «ліві» позиції.
Вейцман був вперше обраний на пост президента в 1993 році. Він — другий (після Іцхака Навона) уродженець Ізраїлю, який зайняв в Ізраїлі президентський пост. При цьому першому президентові єврейської держави Хаїму Вейцману він був племінником. Езер Вайцман нині залишається останнім президентом Ізраїлю, обраним від партії Авода. І першим, кому довелося скласти з себе президентські повноваження достроково.
У 1998 році Кнесет переобрав його на другий термін. Він пішов у відставку в липні 2000 року у зв'язку із звинуваченнями в корупції. Незважаючи на те, що Ізраїль — парламентська республіка, Езер Вейцман активно впливав на державну політику.